# Boris Sztejfon
Boris Aleksandrowicz Sztejfon, ros. Борис Александрович Штейфон (ur. 24 listopada?/6 grudnia 1881 w Charkowie, zm. 30 kwietnia 1945 w Zagrzebiu) – rosyjski carski wojskowy (generał), profesor nauk wojskowych, dowódca Rosyjskiego Korpusu Ochronnego na Bałkanach podczas II wojny światowej.

## Życiorys
Jego ojciec był żydowskim kupcem, który przeszedł na prawosławie, a matka – córką prawosławnego duchownego. Po ukończeniu nauki w Charkowie B. A. Sztejfon wstąpił ochotniczo do carskiej armii. Ukończył Czugujewską Szkołę Wojskową i w stopniu podporucznika służył w 124 Woroneskim Pułku Piechoty. 
Brał udział w wojnie rosyjsko-japońskiej. Został odznaczony za odwagę kilkoma medalami. W 1911 r. ukończył Nikołajewską Akademię Wojskową w stopniu kapitana. 
Podczas I wojny światowej służył na froncie kaukaskim i ponownie dostał szereg odznaczeń za odwagę. Awansował też do stopnia pułkownika. Po wybuchu rewolucji bolszewickiej w 1917 r. powrócił do rodzinnego Charkowa, gdzie stanął na czele podziemnej organizacji, która werbowała oficerów do Armii Ochotniczej gen. Antona Denikina. Jesienią 1918 r. sam wstąpił do niej, służąc w sztabie, a następnie dowodząc różnymi oddziałami. W styczniu 1920 r. został awansowany do stopnia generała. Po klęsce wojsk białych ewakuował się wraz ze swoimi oddziałami na terytorium Polski. Stamtąd przedostał się na Półwysep Krymski do wojsk gen. Piotra Wrangla. Po ich pobiciu przez bolszewików udał się do Konstantynopola, a następnie obozu dla uchodźców rosyjskich w Gallipoli. Wkrótce został jego komendantem. Na pocz. 1921 r. wyjechał do Jugosławii. W latach 20. i 30. opublikował serię prac z dziedziny historii wojskowości i taktyki militarnej oraz uzyskał tytuł profesora nauk wojskowych.
Po zajęciu Jugosławii przez Niemcy 12 września 1941 r. został szefem sztabu Rosyjskiego Korpusu Ochronnego pod dowództwem gen. Michaiła F. Skorodumowa. Nieoczekiwanie 3 dni później, kiedy Niemcy aresztowali gen. M. F. Skorodumowa, mianowano go nowym dowódcą Korpusu. Formacja pełniła zadania ochronne i wartownicze na obszarze Serbii, a od wiosny 1944 r. walczyła z partyzantką komunistyczną Josipa Broz Tity. Przez cały okres istnienia formacji gen. B. A. Sztejfon znajdował się w konflikcie z niemieckimi władzami okupacyjnymi, próbując wywalczyć dla Korpusu maksimum niezależności i lepsze traktowanie. Udało mu się m.in. doprowadzić do lepszego wyposażenia Korpusu, a także uzyskać zgodę na wysłanie swoich przedstawicieli na okupowane obszary ZSRR, dzięki czemu zwerbowano tam ok. 5 tys. nowych ochotników. Od września Korpus prowadził ciężkie walki także z Armią Czerwoną, tracąc ok. 1/3 swojego stanu liczebnego. Pod koniec grudnia rozkazem gen. B. A. Sztejfona wycofał się do Chorwacji. Wiosną 1945 r. gen. B. A. Sztejfon spotkał się z gen. Andriejem Własowem, dowódcą Rosyjskiej Armii Wyzwoleńczej, podporządkowując mu formalnie swoją formację. W rzeczywistości Korpus nigdy nie połączył się z ROA. Generał B. A. Sztejfon 30 marca w rejonie Zagrzebia zmarł na atak serca. Został pochowany w Lublanie na niemieckim cmentarzu wojskowym. Jego następcą został płk Anatolij I. Rogożin.